# Brian Steen Nielsen
Brian Steen Nielsen (Vejle, 28 dicembre 1968) è un dirigente sportivo ed ex calciatore danese, di ruolo centrocampista, attuale dirigente dell'AGF Aarhus.

## Carriera
Inizia la su carriera da professionista nel Vejle Boldklub nell'ottobre 1988. Nel 1989 viene premiato come miglior calciatore danese Under-21 dell'anno, e il 14 febbraio 1990 debutta con la Nazionale in un'amichevole pareggiata per 0-0 contro l'Egitto.
Nel 1992 si trasferisce all'Odense BK, con la quale vince, nel 1993, la Danish Cup. Dopo un solo anno all'Odense si trasferisce ai turchi del Fenerbahçe.
Il trasferimento al Fenerbahçe lo vede far tornare in Nazionale. Nel 1995 tornò all'Odense, e, alla fine della stagione, viene convocato per rappresentare la propria Nazionale agli Europei 1996. Dopo il torneo si trasferisce in Giappone, dove gioca per l'Urawa Red Diamonds.
Torna nuovamente indietro all'Odense nel 1997, prima di passare all'Akademisk Boldklub. La sua carriera nell'AB culmina con la vittoria di un altro Danish Cup nel 1999. Nel 2000 prende parte nuovamente agli Europei e, nel 2002, fa parte della lista dei convocati ai Mondiali in Corea e Giappone. Dopo questo torneo lascerà definitivamente la Nazionale.
Termina la carriera agonistica nel AGF Aarhus nel 2004.

## Palmarès

### Competizioni nazionali
- Coppa di Danimarca: 2

Odense: 1992-1993
AB: 1998-1999
- Supercoppa di Danimarca: 1

AB: 1999

### Nazionale
- Confederations Cup: 1

Danimarca: 1995